# Momjepom
Momjepom est un village du Cameroun situé dans le département de la Boumba-et-Ngoko précisément dans la région de l'Est, sur la route rurale reliant Yokadouma à Ngatto Nouveau à Moloundou. Il fait partie de la commune de Yokadouma. Momjepom est situé à 22km de Yokadouma et est voisins du village Ngola 20 partant de Yokadouma et Djemba partant de moloundou

## Population
En 1964 Momjepom comptait 209 habitants, principalement des Mvonvon. Lors du recensement de 2005 on y dénombrait 1 088 personnes. 
Aussi, dans ce village hospitalier se trouve des peuples divers tels que les Yangueré, les Mbimo les Ngounabembé et bien d'autre d'où l'appellation les  Etats unis de Momjepom.

## Infrastructures
Momjepom est doté d'une école et d'un centre de santé protestants, une station missionnaire de l'Église presbytérienne américaine s'etant installée dans le village en 1933.